# Nothing Remains the Same
Nothing Remains the Same è il terzo album pubblicato dalla industrial metal band svedese Pain, nel 2002, per l'etichetta svedese Stockholm Records.
Il disco contiene anche la cover della famosa canzone dei Beatles "Eleanor Rigby".

## Tracce
1. It's Only Them – 4:51
2. Shut Your Mouth – 3:13
3. Close My Eyes – 3:45
4. Just Hate Me – 3:55
5. Injected Paradise – 5:10
6. Eleanor Rigby (cover dei Beatles) – 3:51
7. Expelled – 3:43
8. Pull Me Under – 4:15
9. Save Me – 3:37
10. The Game – 4:05
11. Fade Away – 4:59

## Formazione
- Peter Tägtgren - voce, chitarra, basso, batteria, tastiere